# Andreas Löbmann
Andreas Löbmann (* 20. Februar 1963) ist ein ehemaliger deutscher Fußballspieler.

## Karriere
Das Eigengewächs des TSV 1860 München wurde mit dem FC Wacker München in der Saison 1981/82 Meister in der Landesliga-Süd. Er wechselte direkt nach dem Aufstieg zurück zu den Sechzigern und war in den Jahren 1982 bis 1989 Rekord-Bayernliga-Spieler im Sturm des TSV 1860 München mit 222 Einsätzen und 98 Toren. In der Saison 1988/89, die Löbmann mit 29 Toren abschloss, war er Torschützenkönig der Fußball-Bayernliga.
Es folgten Stationen beim FC Wettingen (7/1989 – 6/1990) und BSC Young Boys (7/1990 – 6/1991) in der Schweiz. In der ersten Runde des UEFA-Cup 1989/90 gegen den FC Dundalk erzielte er für Wettingen bei Hin- und Rückspiel 3 der insgesamt 5 Tore. In der 2. Runde traf Wettingen auf Titelverteidiger SSC Napoli mit Diego Maradona und schied nur knapp aus. Ein Jahr später stand Löbmann für die Young Boys in der Finalmannschaft des Schweizer Cup 1990/91 und verlor knapp mit 2 : 3.
Die Saison 1991/1992 spielte er bei Blau-Weiß 90 Berlin in der 2. Bundesliga. Er absolvierte in dieser Saison 21 Spiele und schoss 5 Tore. Nach dem Lizenzentzug für die Berliner kehrte er für die Saison 1992/1993 nochmals zum TSV 1860 zurück und war am Aufstieg des TSV 1860 München in die 2. Bundesliga beteiligt.
Er beendete dann seine Profikarriere. Aktiver Fußballer war er bis 2003 beim TSV Großhadern.